# Manzanellidae
Famille
Synonymes
- incl. Chronic, 1952[2]
- famille Huxleyiidae Scarlato & Starobogatov, 1971[2]
- famille Nucinellidae H. E. Vokes, 1956 (préféré par BioLib)[2]
- famille Nuculinidae Chronic, 1952[2]

Manzanellidae est une famille éteinte de mollusques bivalves protobranches.

## Liste des genres
Selon Catalogue of Life (14 septembre 2014) :
- genre Huxleyia
- genre Nucinella

Selon Paleobiology Database (14 septembre 2014) :
- genre Cyrillista
- genre Diabolica
- genre Huxleyia
- genre Manzanella
- genre Nucinella
- genre Posterodonta

## Publication originale
- Chronic, 1952 : Molluscan fauna from the Permian Kaibab Formation, Walnut Canyon, Arizona. Geological Society of America, vol. 63, n. 1, pp. 95–166 (en).